# Товт Дезидерій Людвігович
Дезидерій Людвігович Товт (нар. 4 вересня 1920, Ужгород, Закарпаття — пом. 10 липня 2002, Будапешт, Угорщина) — чехословацький, а згодом радянський футболіст, тренер і футбольний функціонер. Нападник, грав за СК «Русь» (Ужгород), «Спартак» (Ужгород) і «Динамо» (Київ).

## Біографія
З 1935 року виступав у юнацькій команді СК «Русь» (Ужгород), найсильнішого футбольного клубу Закарпаття тих років, був капітаном юнацької команди. У 1937–1938 роках грав за юнацьку збірну Підкарпатської Русі, з 1939 — в основній команді СК «Русь».
У 1945 році виступав за збірну Мукачевого, 1946–1948 — гравець «Спартака» (Ужгород). У сезоні 1946 «Спартак» переміг у першості УРСР. Наприкінці 1948 року Дезидерій Товт отримав запрошення до дублювального складу «Динамо» (Київ), здобув з ним перемогу в першості дублерів 1949 року. Гравець основного складу киян у 1949–1951 роках — провів 85 ігор, забив 23 м'ячі у чемпіонаті СРСР. Найкращий бомбардир «Динамо» в чемпіонаті 1950 — забив 11 (за деякими даними — 10) голів.
1952 року повернувся до Ужгорода, де продовжив виступати за місцевий «Спартак» і разом із ним наступного року вдруге переміг у першості УРСР серед команд колективів фізкультури. Визнаний найтехнічнішим нападником на I Спартакіаді УРСР.
Дезидерій Товт входив до 100 найкращих бомбардирів українських команд класу «Б».
Футбольну кар'єру завершив 1956 року, перейшов на тренерську роботу. Довгий час працював із командою «Говерла» (Ужгород). У 1970-х роках очолював федерацію футболу Закарпаття. Почесний громадянин Ужгорода.
Останні роки Дезидерій Товт зі своєю дружиною проживав у Будапешті (Угорщина).
У вересні 2010 року в Ужгороді проведено I турнір з міні-футболу пам'яті Дезидерія Товта.